# Chiesa di Santo Stefano del Monte
La chiesa di Santo Stefano del Monte è una chiesa di Candia Canavese. Essa sorge, isolata, sulla cima di una collina che sovrasta l'abitato del paese, in una posizione panoramica dalla quale si domina il bacino morenico canavesano, con il lago di Candia e sovrastato dalla cerchia alpina. Edificata nell'XI o XII secolo, essa costituisce - dopo il duomo di Ivrea e l'abbazia di Fruttuaria - una delle principali testimonianze dell'architettura romanica nel Canavese.

## Storia e descrizione
Le prime notizie documentali sulla chiesa risalgono al 1177, in virtù di una bolla redatta in occasione del passaggio della chiesa e dell'annesso priorato in proprietà ai canonici dell'Ospizio dei Santi Nicolao e Bernardo di Monte Giove (Gran San Bernardo). Alcuni storici ipotizzano che verso il 1100 la chiesa fosse un priorato benedettino di Fruttuaria.
La data di fondazione è probabilmente ancora precedente, da collocarsi nell'XI secolo, almeno per le parti più antiche, vale a dire la zona centrale della facciata, che si appoggiava ad una ormai scomparsa torre campanaria, posta lateralmente all'ingresso. Si ipotizza che sulla collina in cui essa fu edificata fossero già presenti resti di edifici paleocristiani e finanche romani.

### La struttura architettonica

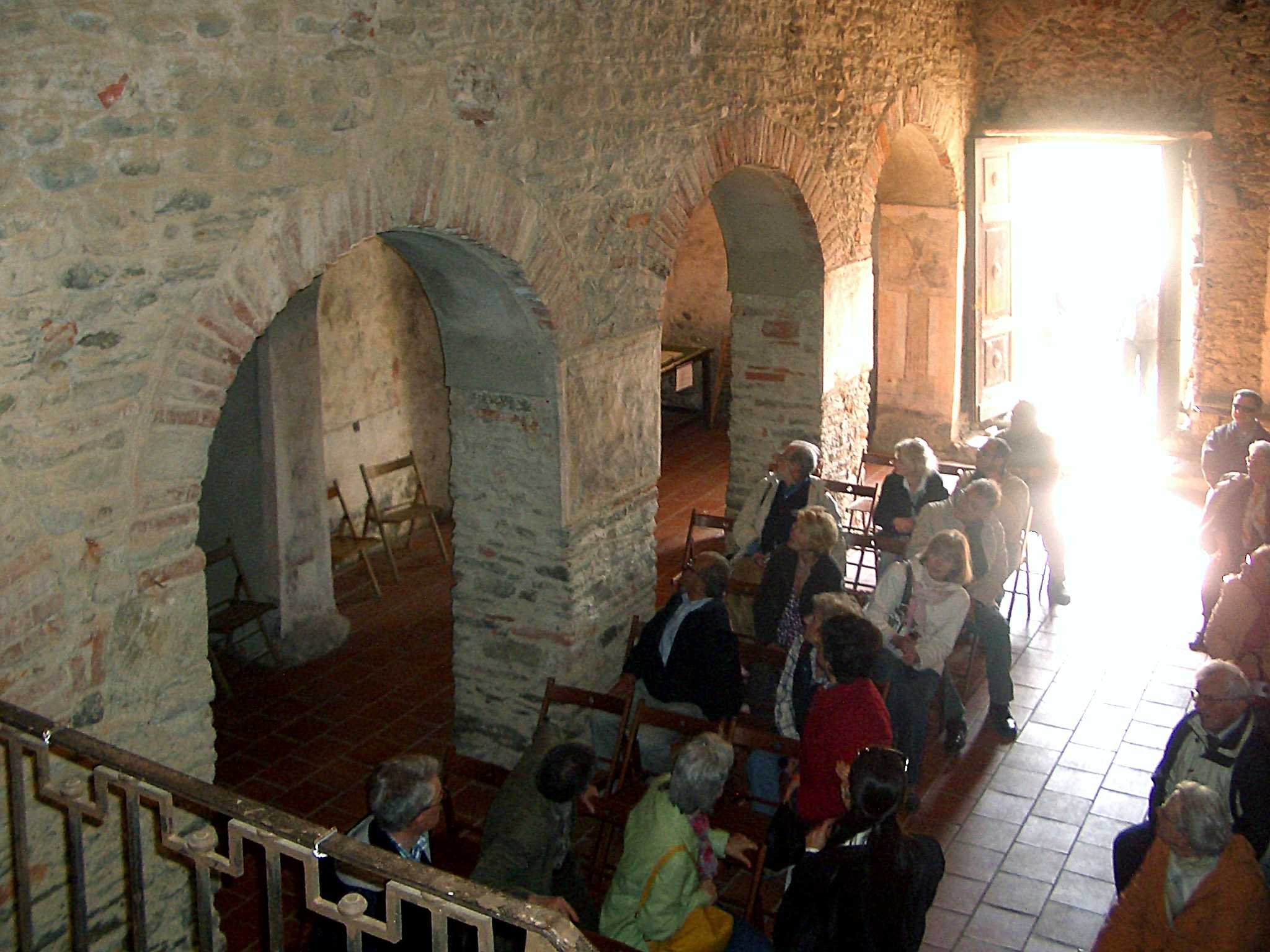
Interno della Chiesa

La chiesa ha una struttura in mattoni e ciottoli di fiume ed un aspetto alquanto spoglio. La facciata a salienti lascia intuire, all'interno, la presenza di tre navate. All'esterno, lungo i fianchi della chiesa, corre una decorazione ad archetti pensili in cotto posta in prossimità della copertura. La parte posteriore mostra un'abside che chiude la navata centrale. La costruzione risponde ai canoni classici dell'architettura romanica, impiegati anche in chiese campestri: la forma absidale a tre navate trova corrispondenza in altre chiese coeve presenti in zona, come di San Secondo a Magnano, San Giacomo della Bessa a Sala Biellese.

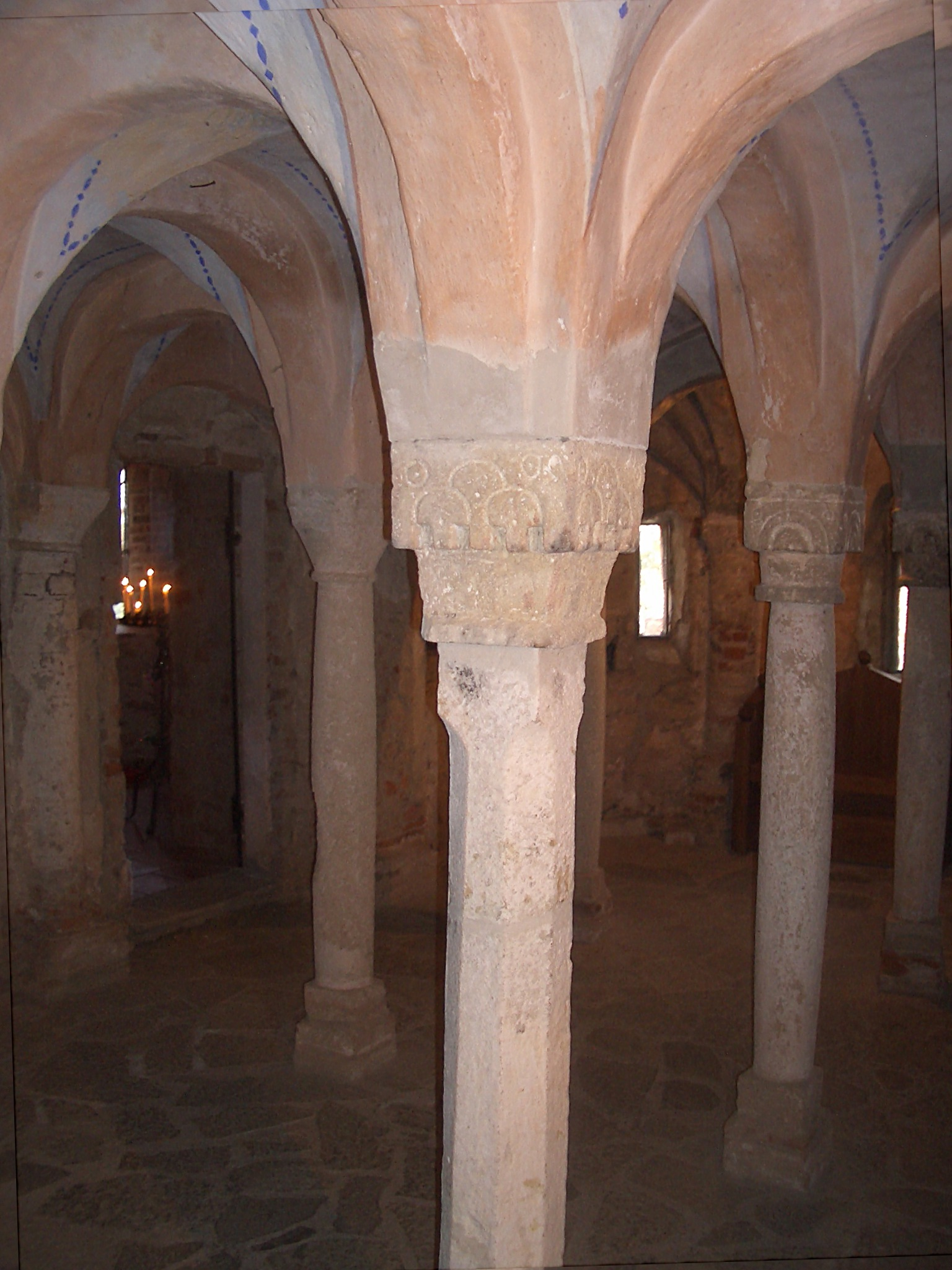
Veduta della cripta

All'interno della chiesa le tre navate sono divise tra loro da pareti con archi sostenuti da robusti pilastri a sezione quadrangolare. Al termine della navata centrale si accede al presbiterio sopraelevato per mezzo di una scala in pietra con tredici scalini.
La parte forse più suggestiva della chiesa è data dalla cripta, posta sotto il presbiterio e risalente verosimilmente al periodo di ricostruzione dell'abside centrale. È sorretta da esili colonne in pietra recanti capitelli di reimpiego, provenienti verosimilmente dalla primitiva pieve di Candia o dal relativo battistero.
Nel 1564 la chiesa e le sue pertinenze vennero assegnate al Seminario di Ivrea. Il resoconto della visita pastorale compiuta nel 1651 da monsignor Ottavio Asinari, vescovo di Ivrea, costituisce la principale testimonianza della situazione della chiesa all'altezza di quegli anni.
La chiesa ha subito nel tempo diverse modifiche; la più vistosa è quella relativa alla costruzione, nel XVII secolo, di un nuovo campanile in stile barocco.

### L'apparato decorativo
Se la Chiesa, sin dall'origine, era intitolata a Santo Stefano, la cripta venne dedicata alla Madonna. Essa ha ospitato ininterrottamente dai primi decenni del XV secolo sino al 1970 una statua in marmo dipinto (dimensioni 66 x 23 x 20,5 cm) raffigurante la Madonna col Bambino. Si tratta di un'opera di notevolissima fattura, che colpisce lo spettatore per lo sguardo tenero di Maria e per i gesti naturalistici del Bambino, intento a mangiare dei piccoli frutti rossi (forse fragole). È stata proposta l'attribuzione allo scultore borgognone Jean de Prindall. Dopo un restauro che le ha restituito la cromia del XVIII o XIX secolo, la statua è stata messa in sicurezza nella chiesa parrocchiale di San Michele Arcangelo a Candia e viene esposta solo in speciali occasioni.
Per quanto concerne il restante apparato decorativo, si apprende dalla relazione della visita pastorale dei monsignor Ottavio Asinari che numerosi affreschi furono eseguiti tra il XVI ed il XVII secolo. Una seicentesca danza macabra, ormai quasi completamente illeggibile, era posta sul fianco sinistro della chiesa. All'interno, in cattivo stato di conservazione, troviamo, un Ciclo della Passione. Le raffigurazioni ingenue e grottesche che lo compongono sono dovute anch'esse alla mano di un modesto frescante seicentesco.

## Galleria d'immagini

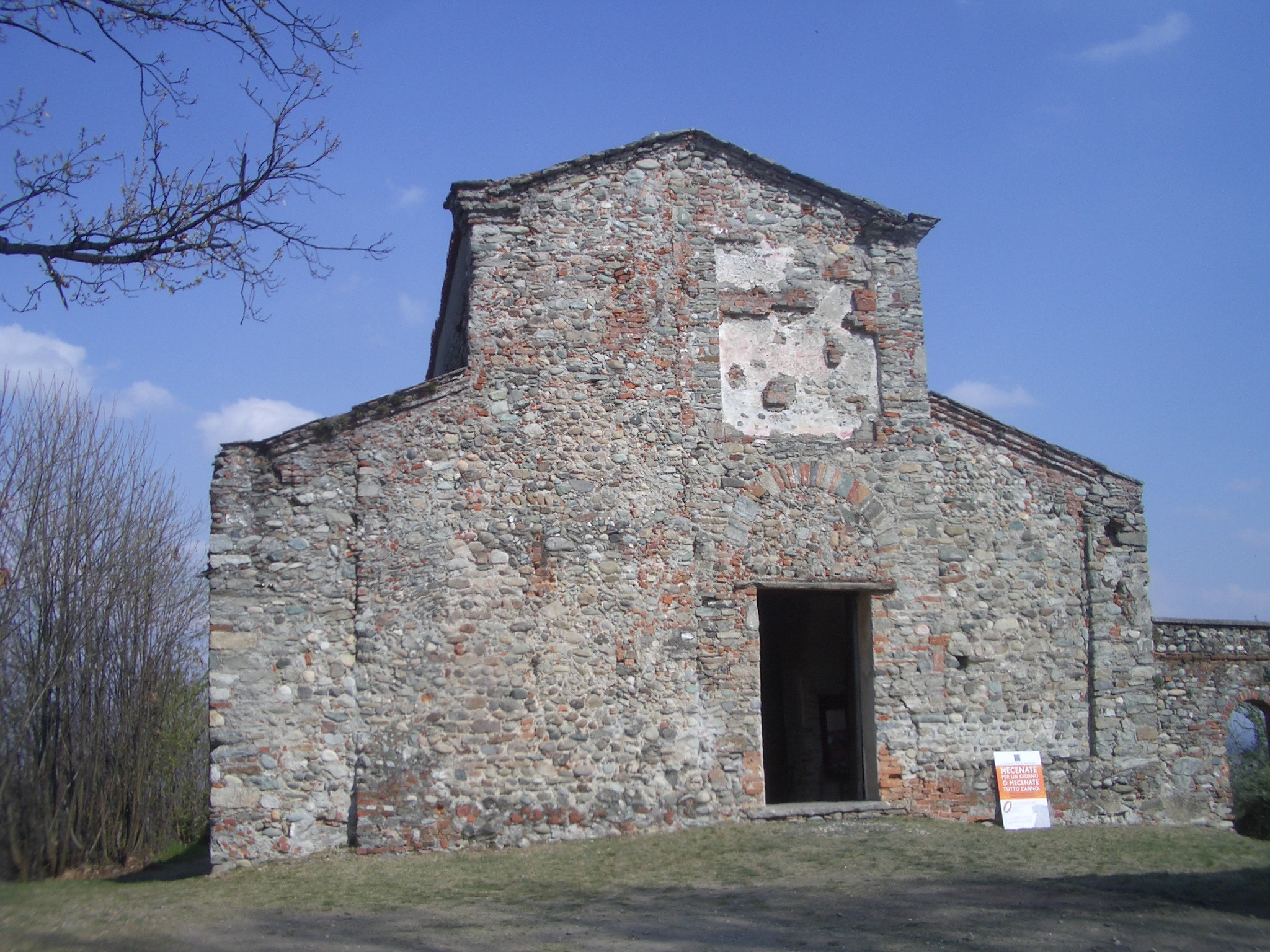
La facciata della chiesa
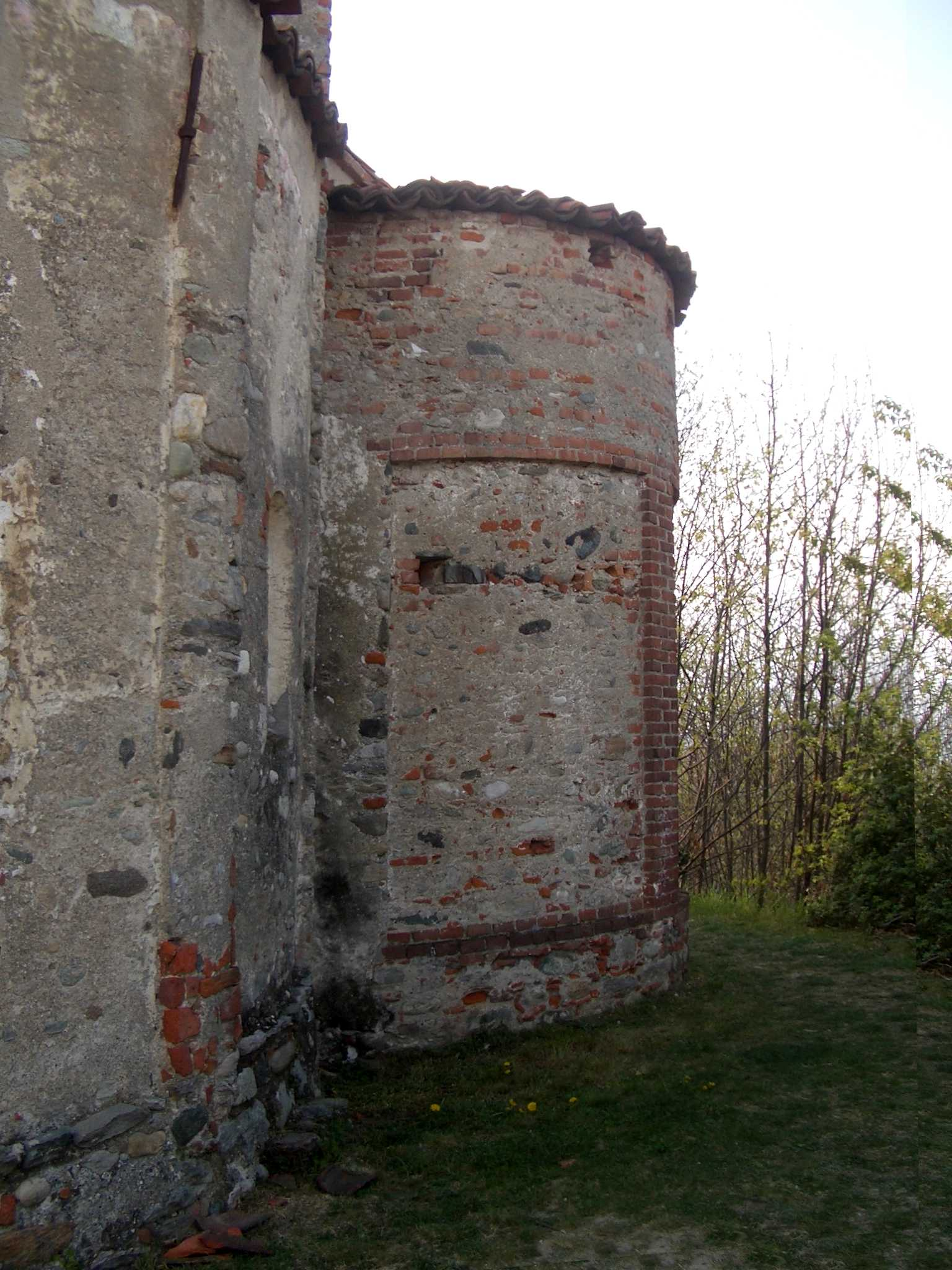
L'abside
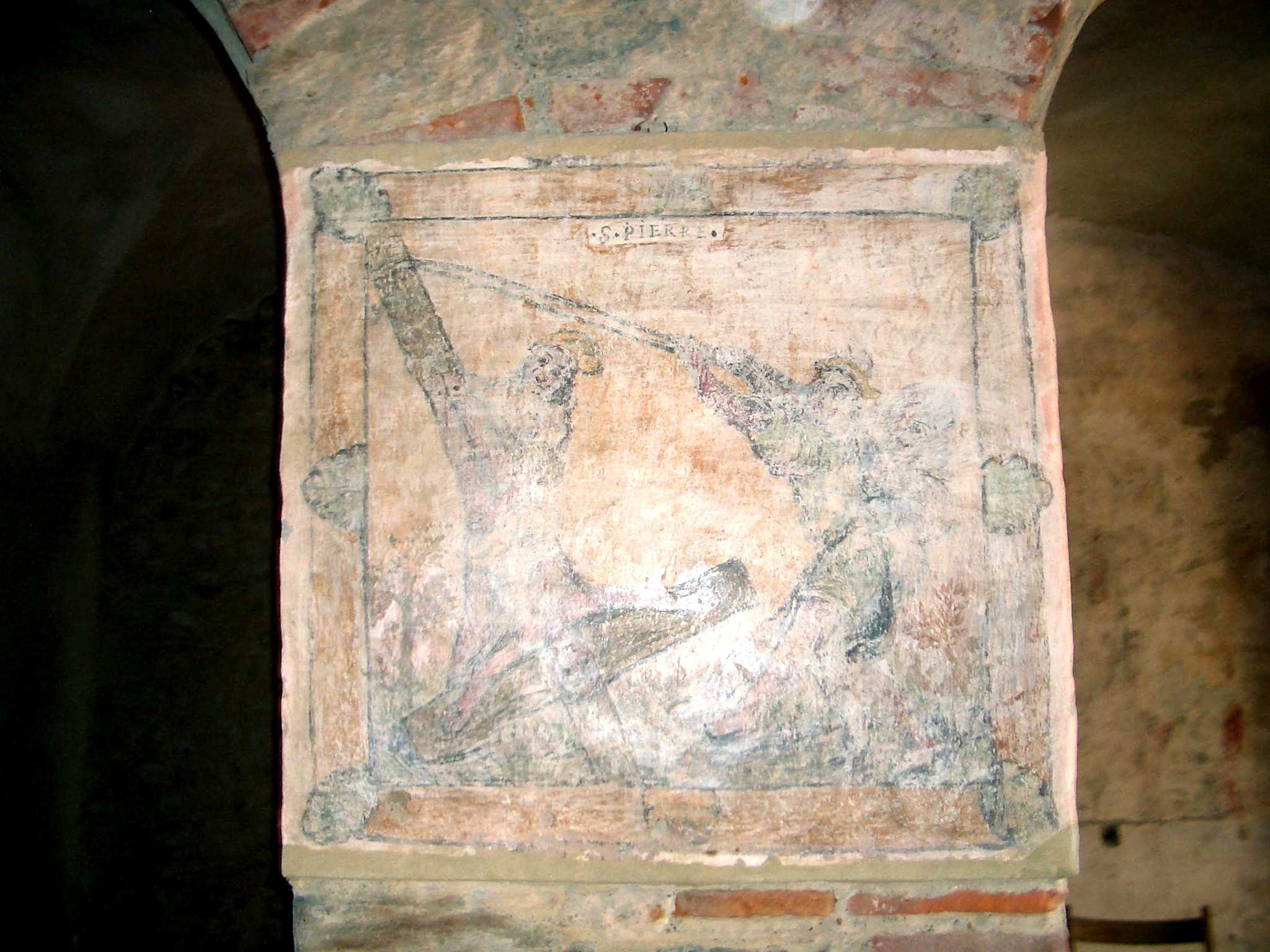
Affresco raffigurante il martirio di San Pietro, XVII secolo
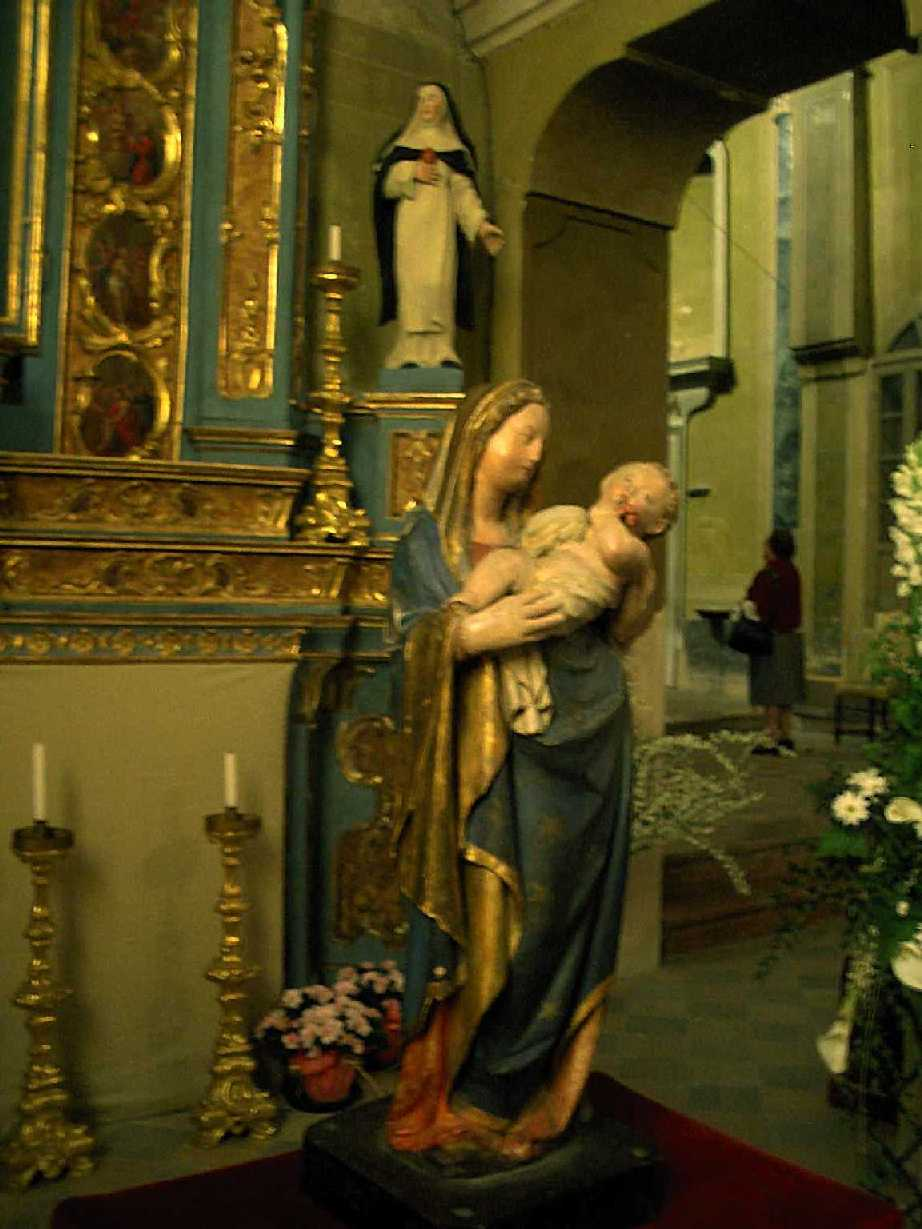
La statua della Madonna col Bambino presente nella cripta sino al 1970